# Ministère de l'Intérieur (Côte d'Ivoire)
Pour les articles homonymes, voir Ministère de l'Intérieur.
Le ministère de l’Intérieur et de la Sécurité est le département ministériel du Gouvernement ivoirien chargé de l’administration du territoire et des libertés publiques, de l'organisation des circonscriptions administratives, de l’état civil et des associations. Il assure sur l'ensemble du territoire le maintien et la cohésion des institutions du pays. Son organisation, ses moyens humains et matériels constituent l’outil privilégié de l’État pour garantir aux citoyens l'exercice des droits, devoirs et libertés réaffirmés par la Constitution de la IIe République.
En juin 2012, le ministère de l'Intérieur ivoirien reçoit de la direction générale de la Police nationale française un don de matériels afin d'équiper les policiers ivoiriens. Au total, 30 véhicules, 50 postes de travail informatiques, 50 détecteurs portatifs de métaux ainsi que divers effets d'habillement et de protection ont été cédés,. Au même moment, l'Union européenne a également financé à hauteur de 1,4 milliard de Francs CFA pour appuyer un projet de réconciliation entre la population et la Police, qui s’étend sur de juillet 2012 à juin 2013 et concerne 400 agents de police de 7 commissariats (Marcory, Treichville et Yopougon), et les populations des communes du district d'Abidjan.
Le nouveau siège du Ministère a été inauguré le 27 Mars 2023 dans la commune du Plateau par le vice-président de la république, Tiémoko Meyliet Koné.

## Missions
Elle sont fixées par le Décret n° 2023-820 du 25 octobre 2023 portant attribution des membres du Gouvernement.  Son article 7 confie au Ministère de l'Intérieur et de la Sécurité, la mise en œuvre et du suivi de la politique du Gouvernement en matière d’Administration du Territoire, de Décentralisation, de Dépôt légal et d’Archives nationales, d’Identification des populations, de Cultes, d’Immigration et d’Émigration, de Sécurité Intérieure et de Protection civile.

## Historique
- Sidiki Diakité (2017-2020)
- Hamed Bakayoko (2011-2017)
- Émile Guiriéoulou (2010-2011)
- Issa Diakité (2000)
- Bombé émile
- Gal Vagondo diomandé